# Élections cantonales de 2004 dans le Loiret

Le département du Loiret (en rouge) sur une carte de France

Les élections cantonales de 2004 dans le Loiret sont des élections cantonales françaises qui se sont déroulées les 21 et 28 mars 2004 dans le département du Loiret (région Centre).
Lors de ces élections, 20 des 41 cantons du Loiret ont été renouvelés. Elles ont vu la reconduction de la majorité de Droite, issu du parti de l'Union pour un mouvement populaire (UMP), dirigée par Éric Doligé, président du conseil général depuis 1994.

## Contextes politiques

### Contexte national
Les élections cantonales de 2004 se déroule sous la Cinquième République, le président de la République Jacques Chirac (UMP) est en place depuis 1995. Le deuxième gouvernement de Jean-Pierre Raffarin est aux affaires depuis le 17 juin 2002.

### Assemblée départementale sortante

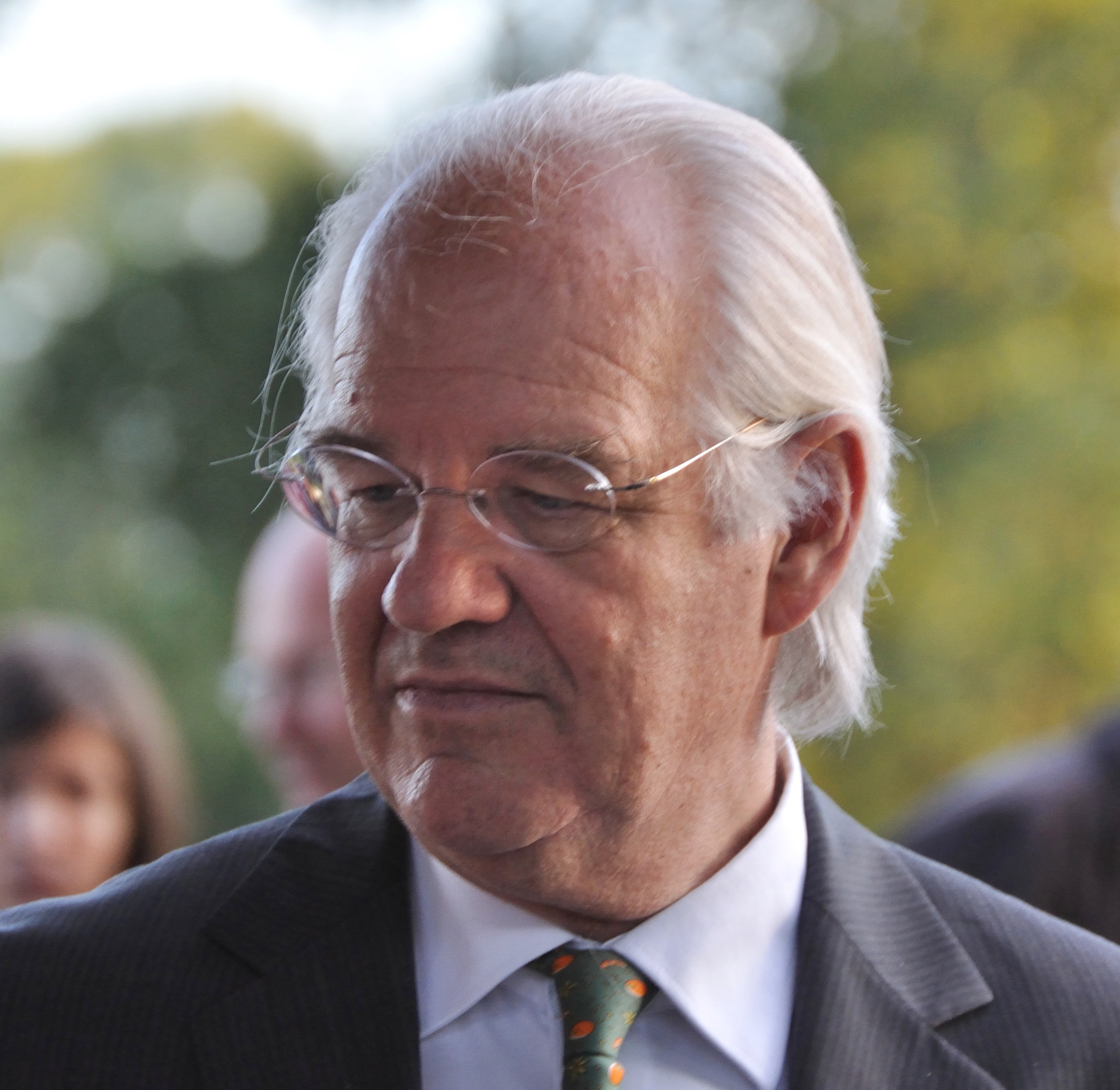
Éric Doligé, président sortant du conseil général.

Avant les élections, le conseil général du Loiret est présidé par Éric Doligé (UMP). Il comprend 41 conseillers généraux issus des 41 cantons du Loiret ; 20 d'entre eux sont renouvelables lors de ces élections. 
| Parti                              | Sigle | Élus |
| ---------------------------------- | ----- | ---- |
| Majorité (29 sièges)               |       |      |
| Union pour un mouvement populaire  | UMP   | 22   |
| Divers droite                      | DVD   | 4    |
| Union pour la démocratie française | UDF   | 3    |
| Opposition (12 sièges)             |       |      |
| Parti socialiste                   | PS    | 5    |
| Parti communiste français          | PCF   | 4    |
| Divers gauche                      | DVG   | 3    |
| Président du conseil général       |       |      |
| Éric Doligé (UMP)                  |       |      |

## Résultats à l'échelle du département
Répartition départementale des résultats (2e tour).
- PCF (3,89 %)
- PS (28,52 %)
- PRG (2,44 %)
- DVG (4,92 %)
- Verts (2,78 %)
- Divers (7,95 %)
- UMP (35,01 %)
- UDF (3,27 %)
- DVD (3,1 %)
- FN (8,11 %)

| Étiquette      | Étiquette                          | Premier tour | Premier tour | Second tour | Second tour | Sièges |
| Étiquette      | Étiquette                          | Voix         | %            | Voix        | %           | Sièges |
| -------------- | ---------------------------------- | ------------ | ------------ | ----------- | ----------- | ------ |
|                | Parti socialiste                   | 22 880       | 19,69        | 30 767      | 28,52       | 3      |
|                | Parti communiste français          | 9 897        | 8,52         | 4 200       | 3,89        | 1      |
|                | Divers gauche                      | 5 557        | 4,78         | 5 302       | 4,92        | 2      |
|                | Extrême gauche                     | 4 555        | 3,92         |             |             |        |
|                | Les Verts                          | 2 303        | 1,98         | 3 004       | 2,78        | 0      |
|                | Parti radical de gauche            | 2 130        | 1,83         | 2 635       | 2,44        | 0      |
| Gauche         | Gauche                             | 47 322       | 40,72        | 45 908      | 42,55       | 6      |
|                |                                    |              |              |             |             |        |
|                | Union pour un mouvement populaire  | 32 717       | 28,15        | 37 768      | 35,01       | 11     |
|                | Front national                     | 18 798       | 16,18        | 8 745       | 8,11        | 0      |
|                | Divers droite                      | 7 104        | 6,11         | 3 343       | 3,10        | 1      |
|                | Union pour la démocratie française | 2 514        | 2,16         | 3 528       | 3,27        | 0      |
|                | Extrême droite                     | 279          | 0,24         |             |             |        |
| Droite         | Droite                             | 61 412       | 52,84        | 53 384      | 49,49       | 12     |
|                |                                    |              |              |             |             |        |
|                | Divers                             | 6 373        | 5,48         | 8 577       | 7,95        | 2      |
|                |                                    |              |              |             |             |        |
|                | Écologistes divers                 | 1 101        | 0,95         |             |             |        |
|                |                                    |              |              |             |             |        |
| Inscrits       | Inscrits                           | 193 090      | 100,00       | 175 539     | 100,00      |        |
| Abstention     | Abstention                         | 72 023       | 37,30        | 61 884      | 35,25       |        |
| Votants        | Votants                            | 121 067      | 62,70        | 113 655     | 64,75       |        |
| Blancs et nuls | Blancs et nuls                     | 4 859        | 4,01         | 5 786       | 5,09        |        |
| Exprimés       | Exprimés                           | 116 208      | 95,99        | 107 869     | 94,91       |        |

### Résultats en nombre de sièges
| Parti | Sortants | Élus | Évolution |
| ----- | -------- | ---- | --------- |
| UMP   | 11       | 11   | =         |
| PS    | 2        | 3    | +1        |
| DVD   | 2        | 3    | +1        |
| DVG   | 2        | 2    | =         |
| PCF   | 3        | 1    | -2        |

### Assemblée départementale à l'issue des élections
| Parti                              | Sigle | Élus |
| ---------------------------------- | ----- | ---- |
| Majorité (30 sièges)               |       |      |
| Union pour un mouvement populaire  | UMP   | 22   |
| Divers droite                      | DVD   | 5    |
| Union pour la démocratie française | UDF   | 3    |
| Opposition (11 sièges)             |       |      |
| Parti socialiste                   | PS    | 6    |
| Divers gauche                      | DVG   | 3    |
| Parti communiste français          | PCF   | 2    |
| Président du conseil général       |       |      |
| Éric Doligé (UMP)                  |       |      |

## Résultats par canton

### Canton d'Artenay
| Candidats      | Candidats            | Étiquette      | Premier tour | Premier tour | Second tour | Second tour |
| Candidats      | Candidats            | Étiquette      | Voix         | %            | Voix        | %           |
| -------------- | -------------------- | -------------- | ------------ | ------------ | ----------- | ----------- |
|                | Philippe Paillet*    | DVD            | 1 342        | 33,68        | 1 554       | 37,91       |
|                | Pascal Gudin         | SE             | 819          | 20,55        | 960         | 23,42       |
|                | Monique Chicot       | PS             | 801          | 20,10        | 959         | 23,40       |
|                | Hortense de Laurière | FN             | 736          | 18,47        | 626         | 15,27       |
|                | Laurent Rabier       | PCF            | 168          | 4,22         |             |             |
|                | Christian Dumerain   | EXG            | 119          | 2,99         |             |             |
|                |                      |                |              |              |             |             |
| Inscrits       | Inscrits             | Inscrits       | 6 258        | 100,00       | 6 258       | 100,00      |
| Abstention     | Abstention           | Abstention     | 2 085        | 33,32        | 2 034       | 32,50       |
| Votants        | Votants              | Votants        | 4 173        | 66,68        | 4 224       | 67,50       |
| Blancs et nuls | Blancs et nuls       | Blancs et nuls | 188          | 4,51         | 125         | 2,96        |
| Exprimés       | Exprimés             | Exprimés       | 3 985        | 95,49        | 4 099       | 97,04       |

*sortant

### Canton de Briare
| Candidats      | Candidats             | Étiquette      | Premier tour | Premier tour | Second tour | Second tour |
| Candidats      | Candidats             | Étiquette      | Voix         | %            | Voix        | %           |
| -------------- | --------------------- | -------------- | ------------ | ------------ | ----------- | ----------- |
|                | Jean Poulain*         | SE             | 2 536        | 49,18        | 2 672       | 49,96       |
|                | Marie-Christine Dirat | FN             | 1 019        | 19,76        | 1 048       | 19,60       |
|                | Cathy Lavanant        | PS             | 950          | 18,42        | 1 628       | 30,44       |
|                | Philippe Jeauneau     | PCF            | 493          | 9,56         |             |             |
|                | Sandro Tallu          | EXG            | 159          | 3,08         |             |             |
|                |                       |                |              |              |             |             |
| Inscrits       | Inscrits              | Inscrits       | 8 549        | 100,00       | 8 548       | 100,00      |
| Abstention     | Abstention            | Abstention     | 3 108        | 36,36        | 2 998       | 35,07       |
| Votants        | Votants               | Votants        | 5 441        | 63,64        | 5 550       | 64,93       |
| Blancs et nuls | Blancs et nuls        | Blancs et nuls | 284          | 5,22         | 202         | 3,64        |
| Exprimés       | Exprimés              | Exprimés       | 5 157        | 94,78        | 5 348       | 96,36       |

*sortant

### Canton de Châlette-sur-Loing
| Candidats      | Candidats         | Étiquette      | Premier tour | Premier tour | Second tour | Second tour |
| Candidats      | Candidats         | Étiquette      | Voix         | %            | Voix        | %           |
| -------------- | ----------------- | -------------- | ------------ | ------------ | ----------- | ----------- |
|                | Franck Demaumont  | PCF            | 2 615        | 33,68        | 4 200       | 52,08       |
|                | Thierry Souchet   | UMP            | 1 754        | 22,59        | 2 352       | 29,16       |
|                | Bernard Delaveau  | PS             | 1 498        | 19,29        | Retrait     | Retrait     |
|                | Dominique Fauvin  | FN             | 1 450        | 18,68        | 1 513       | 18,76       |
|                | Dominique Clergue | EXG            | 263          | 3,39         |             |             |
|                | Alain Lebaube     | EXD            | 184          | 2,37         |             |             |
|                |                   |                |              |              |             |             |
| Inscrits       | Inscrits          | Inscrits       | 12 937       | 100,00       | 12 937      | 100,00      |
| Abstention     | Abstention        | Abstention     | 4 839        | 37,40        | 4 559       | 35,24       |
| Votants        | Votants           | Votants        | 8 098        | 62,60        | 8 378       | 64,76       |
| Blancs et nuls | Blancs et nuls    | Blancs et nuls | 334          | 4,12         | 313         | 3,74        |
| Exprimés       | Exprimés          | Exprimés       | 7 764        | 95,88        | 8 065       | 96,26       |

### Canton de Châteauneuf-sur-Loire
| Candidats      | Candidats             | Étiquette      | Premier tour | Premier tour | Second tour | Second tour |
| Candidats      | Candidats             | Étiquette      | Voix         | %            | Voix        | %           |
| -------------- | --------------------- | -------------- | ------------ | ------------ | ----------- | ----------- |
|                | Daniel Meriau*        | UMP            | 2 476        | 30,81        | 3 767       | 43,99       |
|                | François Daubin       | DVG            | 1 995        | 24,82        | 3 447       | 40,25       |
|                | Jean-Noël Castelain   | FN             | 1 354        | 16,85        | 1 350       | 15,76       |
|                | Célina Grataroli      | DVD            | 1 034        | 12,87        |             |             |
|                | Christian Beaudin     | ECO            | 520          | 6,47         |             |             |
|                | Roger Miguet          | PCF            | 277          | 3,45         |             |             |
|                | Josette Picard        | EXG            | 267          | 3,32         |             |             |
|                | Jean-Pierre Bourgeron | DVG            | 114          | 1,42         |             |             |
|                |                       |                |              |              |             |             |
| Inscrits       | Inscrits              | Inscrits       | 13 249       | 100,00       | 13 249      | 100,00      |
| Abstention     | Abstention            | Abstention     | 4 847        | 36,58        | 4 400       | 33,21       |
| Votants        | Votants               | Votants        | 8 402        | 63,42        | 8 849       | 66,79       |
| Blancs et nuls | Blancs et nuls        | Blancs et nuls | 365          | 4,34         | 285         | 3,22        |
| Exprimés       | Exprimés              | Exprimés       | 8 037        | 95,66        | 8 564       | 96,78       |

*sortant

### Canton de Château-Renard
| Candidats      | Candidats          | Étiquette      | Premier tour | Premier tour | Second tour | Second tour |
| Candidats      | Candidats          | Étiquette      | Voix         | %            | Voix        | %           |
| -------------- | ------------------ | -------------- | ------------ | ------------ | ----------- | ----------- |
|                | Jean-Charles Paré* | UMP            | 1 944        | 43,04        | 2 161       | 45,28       |
|                | Yvette Vollet      | PS             | 1 297        | 28,71        | 1 763       | 36,94       |
|                | Françoise Dubois   | FN             | 907          | 20,08        | 849         | 17,79       |
|                | Claude Delahaie    | PCF            | 186          | 4,12         |             |             |
|                | Pascal Ravet       | EXG            | 183          | 4,05         |             |             |
|                |                    |                |              |              |             |             |
| Inscrits       | Inscrits           | Inscrits       | 7 414        | 100,00       | 7 410       | 100,00      |
| Abstention     | Abstention         | Abstention     | 2 689        | 36,27        | 2 490       | 33,60       |
| Votants        | Votants            | Votants        | 4 725        | 63,73        | 4 920       | 66,40       |
| Blancs et nuls | Blancs et nuls     | Blancs et nuls | 208          | 4,40         | 147         | 2,99        |
| Exprimés       | Exprimés           | Exprimés       | 4 517        | 95,60        | 4 773       | 97,01       |

*sortant

### Canton de Châtillon-sur-Loire
| Candidats      | Candidats        | Étiquette      | Premier tour | Premier tour |
| Candidats      | Candidats        | Étiquette      | Voix         | %            |
| -------------- | ---------------- | -------------- | ------------ | ------------ |
|                | Jacques Girault* | DVG            | 1 739        | 53,02        |
|                | Alain Touzot     | FN             | 617          | 18,81        |
|                | Bernard Lhomme   | DVD            | 363          | 11,07        |
|                | Richard Rogelet  | PCF            | 341          | 10,40        |
|                | Claude Arnault   | EXG            | 181          | 5,52         |
|                | Lionel Zanardi   | EXD            | 39           | 1,19         |
|                |                  |                |              |              |
| Inscrits       | Inscrits         | Inscrits       | 5 434        | 100,00       |
| Abstention     | Abstention       | Abstention     | 1 980        | 36,44        |
| Votants        | Votants          | Votants        | 3 454        | 63,56        |
| Blancs et nuls | Blancs et nuls   | Blancs et nuls | 174          | 5,04         |
| Exprimés       | Exprimés         | Exprimés       | 3 280        | 94,96        |

*sortant

### Canton de Fleury-les-Aubrais
| Candidats      | Candidats        | Étiquette      | Premier tour | Premier tour | Second tour | Second tour |
| Candidats      | Candidats        | Étiquette      | Voix         | %            | Voix        | %           |
| -------------- | ---------------- | -------------- | ------------ | ------------ | ----------- | ----------- |
|                | Pierre Bauchet   | UDF            | 2 514        | 32,17        | 3 528       | 43,76       |
|                | Michel Breffy    | PS             | 1 881        | 24,07        | 4 534       | 56,24       |
|                | Alain Romero*    | PCF            | 1 832        | 23,44        | Retrait     | Retrait     |
|                | Véronique Jamet  | FN             | 1 179        | 15,09        |             |             |
|                | Patrick Lamiable | EXG            | 318          | 4,07         |             |             |
|                | Jean Tranchant   | EXG            | 91           | 1,16         |             |             |
|                |                  |                |              |              |             |             |
| Inscrits       | Inscrits         | Inscrits       | 13 235       | 100,00       | 13 240      | 100,00      |
| Abstention     | Abstention       | Abstention     | 5 133        | 38,78        | 4 702       | 35,51       |
| Votants        | Votants          | Votants        | 8 102        | 61,22        | 8 538       | 64,49       |
| Blancs et nuls | Blancs et nuls   | Blancs et nuls | 287          | 3,54         | 476         | 5,58        |
| Exprimés       | Exprimés         | Exprimés       | 7 815        | 96,46        | 8 062       | 94,42       |

*sortant

### Canton de Jargeau
| Candidats      | Candidats          | Étiquette      | Premier tour | Premier tour | Second tour | Second tour |
| Candidats      | Candidats          | Étiquette      | Voix         | %            | Voix        | %           |
| -------------- | ------------------ | -------------- | ------------ | ------------ | ----------- | ----------- |
|                | Ivan Sorgniard*    | UMP            | 2 319        | 30,09        | 4 098       | 54,01       |
|                | Thierry Brunet     | DVD            | 1 650        | 21,41        | Retrait     | Retrait     |
|                | Jean-Marc Gibey    | PS             | 1 510        | 19,59        | 3 489       | 45,99       |
|                | André Plaçais      | FN             | 999          | 12,96        |             |             |
|                | Daniel Breton      | Verts          | 698          | 9,06         |             |             |
|                | Martine Haudecoeur | PCF            | 294          | 3,81         |             |             |
|                | Michel Morin       | EXG            | 237          | 3,08         |             |             |
|                |                    |                |              |              |             |             |
| Inscrits       | Inscrits           | Inscrits       | 12 087       | 100,00       | 12 085      | 100,00      |
| Abstention     | Abstention         | Abstention     | 4 092        | 33,85        | 3 998       | 33,08       |
| Votants        | Votants            | Votants        | 7 995        | 66,15        | 8 087       | 66,92       |
| Blancs et nuls | Blancs et nuls     | Blancs et nuls | 288          | 3,60         | 500         | 6,18        |
| Exprimés       | Exprimés           | Exprimés       | 7 707        | 96,40        | 7 587       | 93,82       |

*sortant

### Canton de Lorris
| Candidats      | Candidats         | Étiquette      | Premier tour | Premier tour | Second tour | Second tour |
| Candidats      | Candidats         | Étiquette      | Voix         | %            | Voix        | %           |
| -------------- | ----------------- | -------------- | ------------ | ------------ | ----------- | ----------- |
|                | Guy Parmentier*   | DVG            | 1 612        | 38,41        | 1 855       | 42,85       |
|                | Jean Debouzy      | DVD            | 1 587        | 37,81        | 1 789       | 41,33       |
|                | David Bailleul    | FN             | 780          | 18,58        | 685         | 15,82       |
|                | Jean-Paul Deluzet | EXG            | 218          | 5,19         |             |             |
|                |                   |                |              |              |             |             |
| Inscrits       | Inscrits          | Inscrits       | 6 096        | 100,00       | 6 096       | 100,00      |
| Abstention     | Abstention        | Abstention     | 1 776        | 29,13        | 1 663       | 27,28       |
| Votants        | Votants           | Votants        | 4 320        | 70,87        | 4 433       | 72,72       |
| Blancs et nuls | Blancs et nuls    | Blancs et nuls | 123          | 2,85         | 104         | 2,35        |
| Exprimés       | Exprimés          | Exprimés       | 4 197        | 97,15        | 4 329       | 97,65       |

*sortant

### Canton de Malesherbes
| Candidats      | Candidats             | Étiquette      | Premier tour | Premier tour | Second tour | Second tour |
| Candidats      | Candidats             | Étiquette      | Voix         | %            | Voix        | %           |
| -------------- | --------------------- | -------------- | ------------ | ------------ | ----------- | ----------- |
|                | Michel Renault*       | UMP            | 1 646        | 41,18        | 1 911       | 43,90       |
|                | Gérard Le Roux        | PS             | 1 219        | 30,50        | 1 699       | 39,03       |
|                | Patrice Laize         | FN             | 816          | 20,42        | 743         | 17,07       |
|                | Jean-Jacques Lamiable | EXG            | 177          | 4,43         |             |             |
|                | Annick Asselin        | PCF            | 139          | 3,48         |             |             |
|                |                       |                |              |              |             |             |
| Inscrits       | Inscrits              | Inscrits       | 7 174        | 100,00       | 7 174       | 100,00      |
| Abstention     | Abstention            | Abstention     | 2 940        | 40,98        | 2 682       | 37,39       |
| Votants        | Votants               | Votants        | 4 234        | 59,02        | 4 492       | 62,61       |
| Blancs et nuls | Blancs et nuls        | Blancs et nuls | 237          | 5,60         | 139         | 3,09        |
| Exprimés       | Exprimés              | Exprimés       | 3 997        | 94,40        | 4 353       | 96,91       |

*sortant

### Canton de Meung-sur-Loire
| Candidats      | Candidats            | Étiquette      | Premier tour | Premier tour | Second tour | Second tour |
| Candidats      | Candidats            | Étiquette      | Voix         | %            | Voix        | %           |
| -------------- | -------------------- | -------------- | ------------ | ------------ | ----------- | ----------- |
|                | Éric Doligé*         | UMP            | 3 809        | 49,02        | 4 788       | 61,45       |
|                | Gérard Gascoin       | Verts          | 1 393        | 17,93        | 3 004       | 38,55       |
|                | Jean-Jacques Tessier | FN             | 1 231        | 15,84        |             |             |
|                | Alain Bocquet        | PCF            | 959          | 12,34        |             |             |
|                | Dominique Aubrun     | EXG            | 379          | 4,88         |             |             |
|                |                      |                |              |              |             |             |
| Inscrits       | Inscrits             | Inscrits       | 12 929       | 100,00       | 12 929      | 100,00      |
| Abstention     | Abstention           | Abstention     | 4 862        | 37,61        | 4 693       | 36,30       |
| Votants        | Votants              | Votants        | 8 067        | 62,39        | 8 236       | 63,70       |
| Blancs et nuls | Blancs et nuls       | Blancs et nuls | 296          | 3,67         | 444         | 5,39        |
| Exprimés       | Exprimés             | Exprimés       | 7 771        | 96,33        | 7 792       | 94,61       |

*sortant

### Canton de Montargis
| Candidats      | Candidats             | Étiquette      | Premier tour | Premier tour | Second tour | Second tour |
| Candidats      | Candidats             | Étiquette      | Voix         | %            | Voix        | %           |
| -------------- | --------------------- | -------------- | ------------ | ------------ | ----------- | ----------- |
|                | Viviane Jehannet      | UMP            | 1 520        | 33,66        | 2 828       | 72,53       |
|                | Bernard Chauvet       | FN             | 789          | 17,47        | 1 071       | 27,47       |
|                | Jacques Reboul        | PCF            | 774          | 17,14        |             |             |
|                | Liliane Berthelier    | PS             | 729          | 16,14        |             |             |
|                | Bernard Fournier      | PRG            | 219          | 4,85         |             |             |
|                | Serge Bikialo         | Verts          | 212          | 4,69         |             |             |
|                | Michel Naulin         | EXG            | 110          | 2,44         |             |             |
|                | Jean-Christophe Dalix | SE             | 107          | 2,37         |             |             |
|                | Michelle Picavez      | EXD            | 56           | 1,24         |             |             |
|                |                       |                |              |              |             |             |
| Inscrits       | Inscrits              | Inscrits       | 8 384        | 100,00       | 8 384       | 100,00      |
| Abstention     | Abstention            | Abstention     | 3 687        | 43,98        | 3 593       | 42,86       |
| Votants        | Votants               | Votants        | 4 697        | 56,02        | 4 791       | 57,14       |
| Blancs et nuls | Blancs et nuls        | Blancs et nuls | 181          | 3,85         | 892         | 18,62       |
| Exprimés       | Exprimés              | Exprimés       | 4 516        | 96,15        | 3 899       | 81,38       |

### Canton d'Orléans-Bannier
| Candidats      | Candidats          | Étiquette      | Premier tour | Premier tour | Second tour | Second tour |
| Candidats      | Candidats          | Étiquette      | Voix         | %            | Voix        | %           |
| -------------- | ------------------ | -------------- | ------------ | ------------ | ----------- | ----------- |
|                | André Dabauvalle*  | UMP            | 2 365        | 38,28        | 3 151       | 48,20       |
|                | Joëlle Beauvallet  | PS             | 2 353        | 38,09        | 3 387       | 51,80       |
|                | Jean-Lin Lacapelle | FN             | 911          | 14,75        |             |             |
|                | Daniel Juffroy     | PCF            | 246          | 3,98         |             |             |
|                | Raynaldo Ruiz      | EXG            | 170          | 2,75         |             |             |
|                | Angélique Labarre  | EXG            | 133          | 2,15         |             |             |
|                |                    |                |              |              |             |             |
| Inscrits       | Inscrits           | Inscrits       | 11 209       | 100,00       | 11 211      | 100,00      |
| Abstention     | Abstention         | Abstention     | 4 828        | 43,07        | 4 385       | 39,11       |
| Votants        | Votants            | Votants        | 6 381        | 56,93        | 6 826       | 60,89       |
| Blancs et nuls | Blancs et nuls     | Blancs et nuls | 203          | 3,18         | 288         | 4,22        |
| Exprimés       | Exprimés           | Exprimés       | 6 178        | 96,82        | 6 538       | 95,78       |

*sortant

### Canton d'Orléans-Bourgogne
| Candidats      | Candidats           | Étiquette      | Premier tour | Premier tour | Second tour | Second tour |
| Candidats      | Candidats           | Étiquette      | Voix         | %            | Voix        | %           |
| -------------- | ------------------- | -------------- | ------------ | ------------ | ----------- | ----------- |
|                | Jean-Louis Bernard* | UMP            | 2 301        | 43,52        | 2 847       | 51,93       |
|                | Liliane Coupez      | PRG            | 1 911        | 36,15        | 2 635       | 48,07       |
|                | Jeanne Legros       | FN             | 585          | 11,06        |             |             |
|                | Dominique Lebrun    | PCF            | 287          | 5,43         |             |             |
|                | Abdelkrim Saadani   | EXG            | 147          | 2,78         |             |             |
|                | Betty Saada         | EXG            | 56           | 1,06         |             |             |
|                |                     |                |              |              |             |             |
| Inscrits       | Inscrits            | Inscrits       | 9 659        | 100,00       | 9 660       | 100,00      |
| Abstention     | Abstention          | Abstention     | 4 209        | 43,58        | 3 989       | 41,29       |
| Votants        | Votants             | Votants        | 5 450        | 56,42        | 5 671       | 58,71       |
| Blancs et nuls | Blancs et nuls      | Blancs et nuls | 163          | 2,99         | 189         | 3,33        |
| Exprimés       | Exprimés            | Exprimés       | 5 287        | 97,01        | 5 482       | 96,67       |

*sortant

### Canton de Patay
| Candidats      | Candidats           | Étiquette      | Premier tour | Premier tour |
| Candidats      | Candidats           | Étiquette      | Voix         | %            |
| -------------- | ------------------- | -------------- | ------------ | ------------ |
|                | André Marsy*        | UMP            | 1 300        | 50,04        |
|                | Jean-Michel Picault | FN             | 557          | 21,44        |
|                | Hubert Ruyffelaere  | PS             | 487          | 18,75        |
|                | Patrick Costard     | EXG            | 130          | 5,00         |
|                | Christian Barbotin  | PCF            | 124          | 4,77         |
|                |                     |                |              |              |
| Inscrits       | Inscrits            | Inscrits       | 4 174        | 100,00       |
| Abstention     | Abstention          | Abstention     | 1 383        | 33,13        |
| Votants        | Votants             | Votants        | 2 791        | 66,87        |
| Blancs et nuls | Blancs et nuls      | Blancs et nuls | 193          | 6,92         |
| Exprimés       | Exprimés            | Exprimés       | 2 598        | 93,08        |

*sortant

### Canton de Pithiviers
| Candidats      | Candidats             | Étiquette      | Premier tour | Premier tour | Second tour | Second tour |
| Candidats      | Candidats             | Étiquette      | Voix         | %            | Voix        | %           |
| -------------- | --------------------- | -------------- | ------------ | ------------ | ----------- | ----------- |
|                | Claude Laurent*       | PS             | 3 103        | 33,42        | 4 479       | 47,53       |
|                | Marc Gaudet           | SE             | 2 247        | 24,20        | 4 945       | 52,47       |
|                | Philippe Pintaux      | UMP            | 1 865        | 20,09        | Retrait     | Retrait     |
|                | Jeannine Davi         | FN             | 1 424        | 15,34        |             |             |
|                | Annie Cassin          | EXG            | 239          | 2,57         |             |             |
|                | Philippe Bastien      | DVD            | 233          | 2,51         |             |             |
|                | Jean-Claude Le Balc'h | PCF            | 173          | 1,86         |             |             |
|                |                       |                |              |              |             |             |
| Inscrits       | Inscrits              | Inscrits       | 15 051       | 100,00       | 15 048      | 100,00      |
| Abstention     | Abstention            | Abstention     | 5 444        | 36,17        | 5 160       | 34,29       |
| Votants        | Votants               | Votants        | 9 607        | 63,83        | 9 888       | 65,71       |
| Blancs et nuls | Blancs et nuls        | Blancs et nuls | 323          | 3,36         | 464         | 4,69        |
| Exprimés       | Exprimés              | Exprimés       | 9 284        | 96,64        | 9 424       | 95,31       |

*sortant

### Canton de Puiseaux
| Candidats      | Candidats            | Étiquette      | Premier tour | Premier tour | Second tour | Second tour |
| Candidats      | Candidats            | Étiquette      | Voix         | %            | Voix        | %           |
| -------------- | -------------------- | -------------- | ------------ | ------------ | ----------- | ----------- |
|                | Christian Blumenfeld | UMP            | 761          | 25,11        | 1 940       | 69,29       |
|                | André Beaudoin       | FN             | 495          | 16,33        | 860         | 30,71       |
|                | Damien Prud'Homme    | SE             | 376          | 12,41        |             |             |
|                | Arnaud Mellinger     | UMP            | 320          | 10,56        |             |             |
|                | Yves Tartinville     | DVD            | 295          | 9,73         |             |             |
|                | Gérard Brichard      | SE             | 288          | 9,50         |             |             |
|                | Didier Naudet        | PS             | 260          | 8,58         |             |             |
|                | Jacques Clouseau     | PCF            | 171          | 5,64         |             |             |
|                | Jean-Pierre Malrieu  | EXG            | 65           | 2,14         |             |             |
|                |                      |                |              |              |             |             |
| Inscrits       | Inscrits             | Inscrits       | 4 722        | 100,00       | 4 722       | 100,00      |
| Abstention     | Abstention           | Abstention     | 1 567        | 33,19        | 1 571       | 33,27       |
| Votants        | Votants              | Votants        | 3 155        | 66,81        | 3 151       | 66,73       |
| Blancs et nuls | Blancs et nuls       | Blancs et nuls | 124          | 3,93         | 351         | 11,14       |
| Exprimés       | Exprimés             | Exprimés       | 3 031        | 96,07        | 2 800       | 88,86       |

### Canton de Sully-sur-Loire
| Candidats      | Candidats          | Étiquette      | Premier tour | Premier tour |
| Candidats      | Candidats          | Étiquette      | Voix         | %            |
| -------------- | ------------------ | -------------- | ------------ | ------------ |
|                | Jean-Noël Cardoux* | UMP            | 2 652        | 52,91        |
|                | Jean-Marc Rousseau | PS             | 981          | 19,57        |
|                | Alain Huet         | FN             | 927          | 18,50        |
|                | Daniel Boudin      | PCF            | 188          | 3,75         |
|                | Farida Megdoud     | EXG            | 167          | 3,33         |
|                | Roger Malet        | DVG            | 97           | 1,94         |
|                |                    |                |              |              |
| Inscrits       | Inscrits           | Inscrits       | 7 943        | 100,00       |
| Abstention     | Abstention         | Abstention     | 2 709        | 34,11        |
| Votants        | Votants            | Votants        | 5 234        | 65,89        |
| Blancs et nuls | Blancs et nuls     | Blancs et nuls | 222          | 4,24         |
| Exprimés       | Exprimés           | Exprimés       | 5 012        | 95,76        |

*sortant

### Canton de Saint-Jean-de-Braye
| Candidats      | Candidats            | Étiquette      | Premier tour | Premier tour | Second tour | Second tour |
| Candidats      | Candidats            | Étiquette      | Voix         | %            | Voix        | %           |
| -------------- | -------------------- | -------------- | ------------ | ------------ | ----------- | ----------- |
|                | David Thiberge*      | PS             | 3 496        | 44,15        | 5 060       | 60,35       |
|                | Jacques Chevalier    | UMP            | 2 110        | 26,64        | 3 325       | 39,65       |
|                | Dominique de Laprade | FN             | 1 010        | 12,75        |             |             |
|                | Gabriel Poullin      | DVD            | 600          | 7,58         |             |             |
|                | Robert Miras         | PCF            | 352          | 4,45         |             |             |
|                | Jérôme Castaing      | EXG            | 201          | 2,54         |             |             |
|                | Jean-Paul Moulin     | EXG            | 150          | 1,89         |             |             |
|                |                      |                |              |              |             |             |
| Inscrits       | Inscrits             | Inscrits       | 13 376       | 100,00       | 13 378      | 100,00      |
| Abstention     | Abstention           | Abstention     | 5 086        | 38,02        | 4 532       | 33,88       |
| Votants        | Votants              | Votants        | 8 290        | 61,98        | 8 846       | 66,12       |
| Blancs et nuls | Blancs et nuls       | Blancs et nuls | 371          | 4,48         | 461         | 5,21        |
| Exprimés       | Exprimés             | Exprimés       | 7 919        | 95,52        | 8 385       | 94,79       |

*sortant

### Canton de Saint-Jean-le-Blanc
| Candidats      | Candidats           | Étiquette      | Premier tour | Premier tour | Second tour | Second tour |
| Candidats      | Candidats           | Étiquette      | Voix         | %            | Voix        | %           |
| -------------- | ------------------- | -------------- | ------------ | ------------ | ----------- | ----------- |
|                | Antoine Carré*      | UMP            | 3 575        | 43,83        | 4 600       | 54,96       |
|                | Michel Bondonneau   | PS             | 2 315        | 28,38        | 3 769       | 45,04       |
|                | Bruno Agius         | FN             | 1 012        | 12,41        |             |             |
|                | Guillaume Chassang  | ECO            | 581          | 7,12         |             |             |
|                | Abderrahmane Amrate | PCF            | 278          | 3,41         |             |             |
|                | Christiane Hauchère | EXG            | 261          | 3,20         |             |             |
|                | Alain Gillard       | EXG            | 134          | 1,64         |             |             |
|                |                     |                |              |              |             |             |
| Inscrits       | Inscrits            | Inscrits       | 13 210       | 100,00       | 13 210      | 100,00      |
| Abstention     | Abstention          | Abstention     | 4 759        | 36,03        | 4 435       | 33,57       |
| Votants        | Votants             | Votants        | 8 451        | 63,97        | 8 775       | 66,43       |
| Blancs et nuls | Blancs et nuls      | Blancs et nuls | 295          | 3,49         | 406         | 4,63        |
| Exprimés       | Exprimés            | Exprimés       | 8 156        | 96,51        | 8 369       | 95,37       |

*sortant